# Ухомыт
Ухомыт — река на Дальнем Востоке России, протекает по территории Тенькинского района Магаданской области. Длина — 54 км, площадь водосборного бассейна — 552 км².
Начинается на восточном склоне горы Ухомыт. Течёт в общем южном направлении. Пойма заболочена. В низовьях по левому берегу расположен посёлок Эхбы. Впадает в реку Колыма слева на расстоянии 2094 км от её устья на высоте 503 метра над уровнем моря. Водосбор реки занят лиственничными лесами.
Название в переводе с якут. Туухаамыт — «солить рыбу». Происхождение гидронима вероятно связано с тем, что XVIII веке казаки, сплавляясь по Колыме, в устье реки заготавливали рыбу.
По данным государственного водного реестра России относится к Анадыро-Колымскому бассейновому округу. Код водного объекта — 19010100112119000005622.

## Притоки
Объекты перечислены по порядку от устья к истоку.
- 23 км: Оттохтох
- 32 км: Нюламнян
- 36 км: Большой Талый
- 40 км: Малый Талый